# My Coronae Australis
My Coronae Australis (μ Coronae Australis, förkortat My CrA, μ CrA) som är stjärnans Bayerbeteckning, är en ensam stjärna belägen i den mellersta delen av stjärnbilden Södra kronan. Den har en skenbar magnitud på 5,22 och är synlig för blotta ögat där ljusföroreningar ej förekommer. Baserat på parallaxmätning inom Hipparcosuppdraget på ca 8,2 mas, beräknas den befinna sig på ett avstånd på ca 400 ljusår (ca 121 parsek) från solen. 

## Egenskaper
My Coronae Australis är en gul till vit jättestjärna av spektralklass G5-6 III. Den har massa som är ca 3 gånger större än solens massa, en radie som är ca 12 gånger större än solens och utsänder från dess fotosfär ca 124 gånger mera energi än solen vid en effektiv temperatur av ca 5 400 K.